# Jens Baggesen
Jens Immanuel Baggesen (Korsør, 15 febbraio 1764 – Amburgo, 3 ottobre 1826) è stato un poeta danese.

## Biografia
Fu uno dei più grandi rappresentanti della letteratura danese del '700. Di umili origini, raggiunse la notorietà con frivole composizioni come Racconti comici (1785).
Si spostò poi in Germania, ove condusse una vita dissoluta in stile bohème. In questo periodo si concentra non solo la sua opera di critica verso Adam Gottlob Oehlenschläger, ma anche le sue toccanti descrizioni dell'Alsazia (1790) sulla falsariga di Laurence Sterne. Filosoficamente, fu seguace di Friedrich Heinrich Jacobi. 
Fu quindi a Parigi, autore, in tedesco, del poemetto Parthenaïs (1803), composto da dieci canti e quattromila versi complessivi. L'opera venne tradotta in francese da Claude Fauriel, mentre Alessandro Manzoni, che era diventato per suo tramite amico di Baggesen, dedicò al poeta danese il carme A Parteneide, dopo aver rinunciato a malincuore ad approntare una versione in italiano di Parthenaïs. 
Baggesen aveva infatti invitato il giovane lombardo a tradurre in italiano il poema, allegando alla nuova edizione di Parthenaïs, uscita nel 1807 ad Amsterdam, un'ode manoscritta dedicata a Manzoni, che manifestava al futuro autore de I promessi sposi il succitato desiderio.